# 伊犁花
伊犁花（学名：Ikonnikovia kaufmanniana）为白花丹科伊犁花属下的一个种。